# Black River (vattendrag i Australien, Victoria)
Black River är ett vattendrag i Australien. Det ligger i delstaten Victoria, omkring 120 kilometer öster om delstatshuvudstaden Melbourne.
I omgivningarna runt Black River växer i huvudsak städsegrön lövskog. Runt Black River är det mycket glesbefolkat, med 2 invånare per kvadratkilometer. Genomsnittlig årsnederbörd är 1 585 millimeter. Den regnigaste månaden är juni, med i genomsnitt 204 mm nederbörd, och den torraste är januari, med 68 mm nederbörd.